# Monumento ao Chocolate

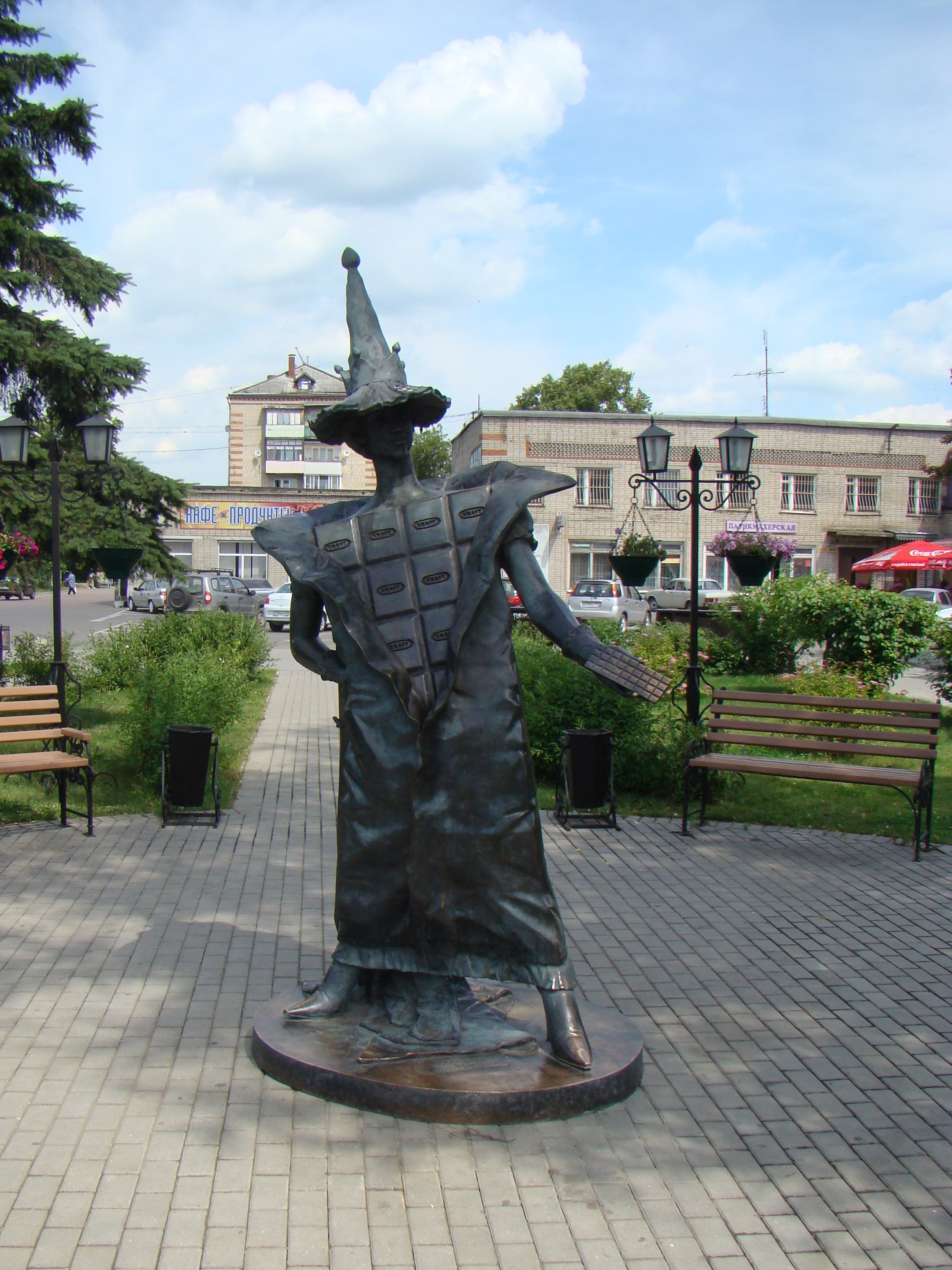
Vista do Monumento ao Chocolate.

O Monumento ao Chocolate, comummente conhecido como Fada do Chocolate (em russo:  Шоколадная фея), é um monumento na cidade de Pokrov, Vladimir Oblast, na Rússia.
A estátua de bronze foi criada em 2009 e é conhecida como o primeiro monumento ao chocolate do mundo. O monumento tem a forma de uma tablete de chocolate e representa a figura de uma fada mágica segurando um chocolate nas mãos. O monumento foi inaugurado no dia 1 de julho de 2009, não muito longe do Museu Pokrov do Chocolate.
O monumento tem 3 metros altura e pesa 600 quilos.
Uma lenda associada à estátua diz que se alguém fizer um pedido e esfregar a peça de chocolate na mão da Fada, a sua vida será mais doce.